# Lyall Bay
Lyall Bay est une baie et une banlieue du côté sud de l’isthme de Rongotai dans le secteur de la cité de Wellington, à l’extrémité sud de l’Île du Nord de la Nouvelle-Zélande.

## Situation
Elle est entourée par au nord, la banlieue de Kilbirnie , celle de Rongotai au nord-est et à l'est. Au sud-est se trouve le cap de Moa Point et au sud le Détroit de Cook. Enfin à l'ouest, s'étend la banlieue de Melrose. La plage ne représente plus que les deux tiers de sa taille originale car la construction de l’aéroport international de Wellington en a emporté le tiers vers l'est.

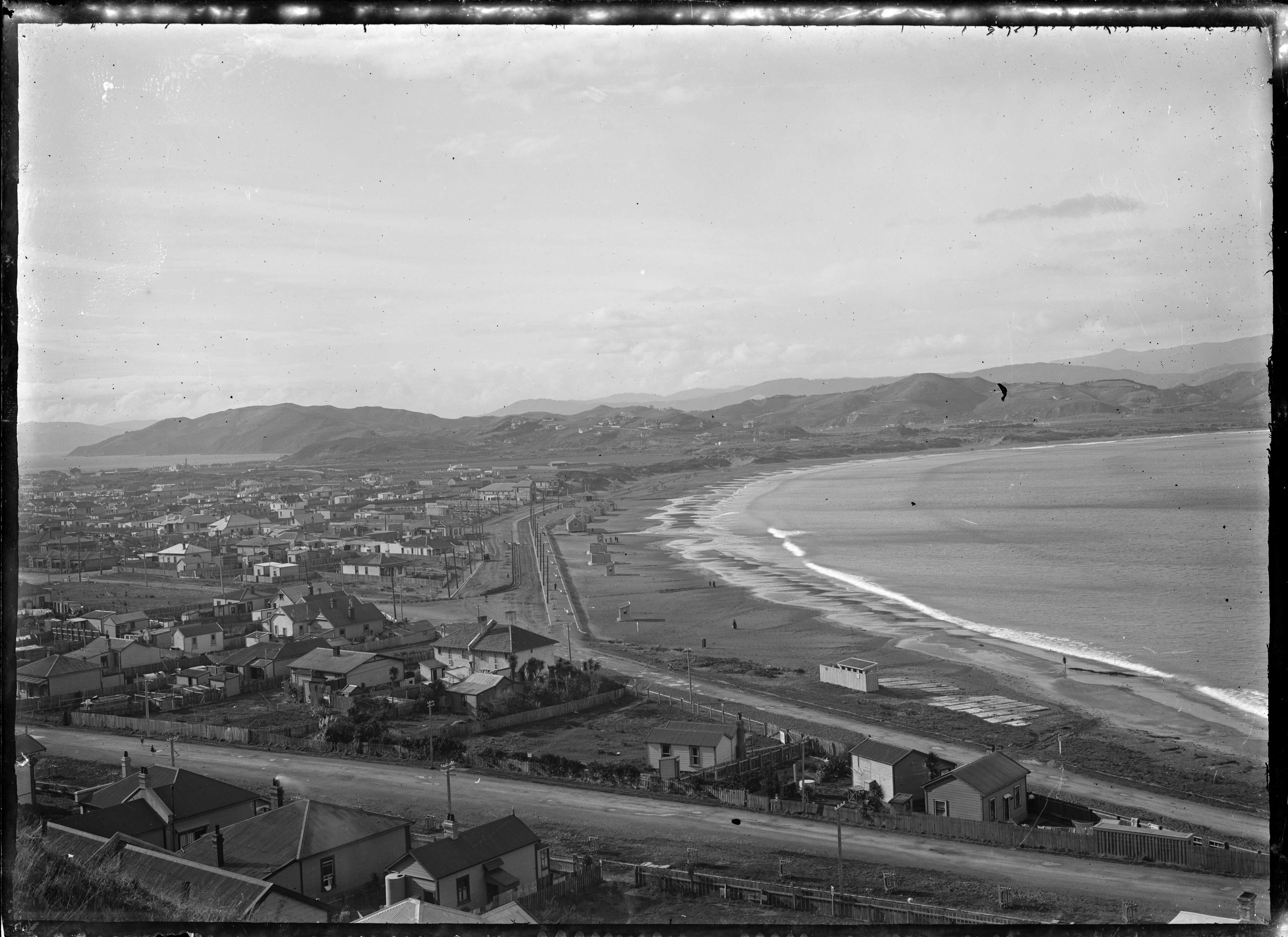
Vue aérienne de Lyall Bay au début du XXe siècle

La banlieue consiste donc, en plus de la moitié du sud de l’isthme de Rongotai, bien que l’aéroport international de Wellington et une petite zone industrielle se trouvant près de celui, sont souvent considérés comme faisant partie de la ville de Rongotai[pas clair]. La bordure sud-ouest comporte la  pointe de Te Raekaihau (en), qui divise le paysage et la sépare de la plage et de la banlieue de Houghton Bay.

## Géologie
Il est probable que dans les temps anciens, le point de sortie du fleuve Hutt se faisait ici mais l’isthme actuel fut constitué par le rehaussement géologique, qui a résulté des séismes récurrents le long de la  faille de Wellington (en), dont l’occurrence la plus récente est le séisme de 1855 à Wairarapa (en).

## Toponymie
Lyall Bay fut autrefois connue sous le nom de « False Bay » d’après le maître du bateau Winwick, quand il prit par erreur la baie pour l’entrée du mouillage de Port Nicholson  l'ancien nom de Wellington Harbour (en) en 1841.
En langue Māori, le nom pour la plage était « Huetepara », qui signifie littéralement « gourd » (hue), « le » (te), et « ripe » (para) 
Il y a une incertitude autour de l’étymologie de Lyall Bay. On pense plus communément que le nom vient de David Lyall, un officier du bateau HMS Acheron (en). Une autre théorie est que ce nom vient de George Lyall (en), un des directeurs de la Compagnie de Nouvelle-Zélande

## Activité
Lyall Bay est de façon prédominante une zone résidentielle, mais elle contient aussi une partie du Wellington's Southern Walkway, et la Southern Headlands Reserve. C'est la plus grande plage de la cité de Wellington.
La banlieue est desservie par un service de bus et est très proche du centre commercial situé dans la ville voisine de Kilbirnie et la route du Parc de détail de Tirangi Road Airport. Il y a une école primaire nommée : Lyall Bay School, un centre de jeux , un club de boules, deux clubs de surf et une petite série de magasins. Lyall Bay est le siège du Fat Freddy's Drop, un orchestre populaire de Wellington.

## Loisirs
La baie est réputée pour sa plage de surf caractérisée par un brise-lames situé à son extrémité est. C’est aussi le site du championnat de surf lifesaving et le siège de deux clubs de sauvetage de surf.